# Antônio Wagner de Moraes
Antônio Wagner de Moraes (nacido el 2 de junio de 1966) es un exfutbolista brasileño que se desempeñaba como delantero.
Jugó para clubes como el Fujita Industries, Otsuka Pharmaceutical y Kashiwa Reysol.

## Trayectoria

### Clubes
| Club                  | País  | Año         |
| --------------------- | ----- | ----------- |
| Fujita Industries     | Japón | 1992        |
| Otsuka Pharmaceutical | Japón | 1993 - 1995 |
| Kashiwa Reysol        | Japón | 1996        |